# Bocchoris
Bocchoris a fost un faraon din a 24-a dinastie în Egiptul Antic, pe care l-a condus între anii 725 - 720 î.Hr.